# Oclusiva uvular surda

A plosiva ou oclusiva uvular surda é um tipo de som consonantal, usado em algumas línguas faladas. É pronunciado como uma oclusiva velar surda [k], exceto que a língua não faz contato no palato mole, mas na úvula. O símbolo no Alfabeto Fonético Internacional que representa este som é ⟨q⟩, e o símbolo X-SAMPA equivalente é q.
Há também a plosiva pré-uvular surda em algumas línguas, que é articulada um pouco mais frontalmente em comparação com o local de articulação da consoante uvular prototípica, embora não tão frontal quanto a consoante velar prototípica. O Alfabeto Fonético Internacional não possui um símbolo separado para esse som, embora possa ser transcrito como ⟨q̟⟩ ou ⟨q˖⟩ (ambos os símbolos denotam um ⟨q⟩ avançado) ou ⟨k̠⟩ (⟨k⟩ retraído). Os símbolos X-SAMPA equivalentes são q_+ e k_-, respectivamente.

## Características
- Sua forma de articulação é oclusiva, ou seja, produzida pela obstrução do fluxo de ar no trato vocal.
- Como a consoante também é oral, sem saída nasal, o fluxo de ar é totalmente bloqueado e a consoante é uma plosiva.
- Seu local de articulação é uvular, o que significa que está articulado com a parte posterior da língua (dorso) na úvula.
- Sua fonação é surda, o que significa que é produzida sem vibrações das cordas vocais.
- Em alguns idiomas, as cordas vocais estão ativamente separadas, por isso é sempre sem voz; em outras, as cordas são frouxas, de modo que pode assumir a abertura de sons adjacentes.
- É uma consoante oral, o que significa que o ar só pode escapar pela boca.
- O mecanismo da corrente de ar é pulmonar, o que significa que é articulado empurrando o ar apenas com os pulmões e o diafragma, como na maioria dos sons.

## Ocorrência
| Língua                | Língua                | Palavra                  | AFI                     | Significado            | Notas |
| --------------------- | --------------------- | ------------------------ | ----------------------- | ---------------------- | --- |
| Abaza                 | Abaza                 | хъацӀа/kh"atsḥa          | [qat͡sʼa]                | Homem                  | |
| Adigue                | Adigue                | атакъэ/ataq"ė            | [ataːqa]ⓘ               | Galo                   | |
| Aleúte                | Aleúte                | ҟи́гаҟъ / qiighax̂         | [qiːɣaχ]                | Grama                  | |
| Árabe                 | Padrão moderno        | قط/qit't                 | [qitˤtˤ]ⓘ               | Gato                   | |
| Árabe                 | Hejazi                | قِمَّة/qimma                | [qɪmːa]                 | Pico                   | Alofone de /g/. |
| Árabe                 | Golfo                 | غداً/qadun                | [qədæn]                 | Amanhã                 | Corresponde a /ɣ/ em outros dialetos.                                                                                                 |
| Árabe                 | Argelino              | غداً/qadun                | [qədæn]                 | Amanhã                 | Corresponde a /ɣ/ em outros dialetos.                                                                                                 |
| Assírio neoaramaico   | Assírio neoaramaico   | ܩ/qa                     | [qa]                    | Para                   | Corresponde a /k/ nas variedades Urmian e Jilu.                                                                                       |
| Archi                 | Archi                 | хъал/kh"àl               | [qaːl]                  | Pele humana            | |
| Basquir               | Basquir               | ҡаҙ / qað                | [qɑð]ⓘ                  | Ganso                  | |
| Chechen               | Chechen               | кхоъ / qo’               | [qɔʔ]                   | Três                   | |
| Dawsahak              | Dawsahak              | [qoq]                    | [qoq]                   | Seco                   | |
| Inglês                | Australiano           | caught                   | [ḵʰoːt]                 | Pego                   | Pré-uvular; alofone de /k/ antes de /ʊ oː ɔ oɪ ʊə/.                                                                                   |
| Inglês                | Londres multicultural | cut                      | [qʌt]                   | Cortar                 | Alofone de /k/ antes de vogais traseiras.                                                                                             |
| Inglês                | Dublin não-local      | back                     | [bɑq]                   | Preto                  | Alofone de /k/ depois de /æ/ para alguns falantes.                                                                                    |
| Eyak                  | Eyak                  | g̣u.jih                   | [quːtʃih]               | Lobo                   | |
| Alemão                | Dialeto chemnitz      | Rock                     | [qɔkʰ]                  | Saia                   | Variação livre com [ʁ̞], [ʁ], [χ] e [ʀ̥]. Não ocorre na coda.                                                                           |
| Groenlandês           | Groenlandês           | illoqarpoq               | [iɬːoqɑʁpɔq]            | Ele tem uma casa       | |
| Hebraico              | Iraquiano             | קול/kol                  | [qol]                   | Voz                    | |
| Hindustâni            | Hindi                 | बर्क़/barq                 | [bərq]                  | Trovão                 | Principalmente em palavras emprestadas do árabe, pronunciado principalmente em urdu - falantes de hindi tendem a pronunciar como ⟨k⟩. |
| Hindustâni            | Urdu                  | بَرق/barq                 | [bərq]                  | Trovão                 | Principalmente em palavras emprestadas do árabe, pronunciado principalmente em urdu - falantes de hindi tendem a pronunciar como ⟨k⟩. |
| Inuktitut             | Inuktitut             | ᐃ"ᐃᑉᕆᐅᖅᑐᖅ / ihipqiuqtuq’ | [ihipɢiuqtuq]           | Explorar               | Representado por ⟨ᖅ⟩. |
| Iraqw                 | Iraqw                 | qeet                     | [qeːt]                  | Quebrar                | |
| Cabardiano            | Cabardiano            | къэбэрдей/k"ėbėrdey      | [qabardej]ⓘ             | Cabardiano             | |
| Cabila                | Cabila                | ⵜⴰⵇⴲⴰⵢⵍⵉⵜ                | [taqβæjliθ]ⓘ            | Língua cabila          | Pode ser expresso [ɢ]. |
| Cabila                | Cabila                | taqbaylit                | [taqβæjliθ]ⓘ            | Língua cabila          | Pode ser expresso [ɢ]. |
| Cabila                | Cabila                | ثاقبيليث                 | [taqβæjliθ]ⓘ            | Língua cabila          | Pode ser expresso [ɢ]. |
| Kavalano              | Kavalano              | qaqa                     | [qaqa]                  | Irmão mais velho       | |
| Cazaque               | Cazaque               | Қазақстан/Qazaqstan      | [qɑzɑqˈstɑn]            | Cazaquistão            | Alofone de /k/ antes de vogais traseiras.                                                                                             |
| Ket                   | Ket                   | қан                      | [qan]                   | Começar                | |
| Klallam               | Klallam               | qəmtəm                   | [qəmtəm]                | Ferro                  | |
| Kutenai               | Kutenai               | qaykiťwu                 | [qajkitʼwu]             | Nove                   | |
| Hanakia               | Hanakia               | lehké                    | [ləqə:]                 | Fácil                  | |
| Nez Perce             | Nez Perce             | ʔaw̓líwaaʔinpqawtaca      | [ʔawˀɪlwaːʔinpqawtat͡sa] | Eu vou pegá-lo no fogo | |
| Nivkh                 | Nivkh                 | тяқр̆/tyaqrh              | [tʲaqr̥]                 | Três                   | |
| Ossétio               | Ferro                 | Дзæуджыхъæу/džæudžiq"æu  | [ˈzə̹ʊ̯d͡ʒɪ̈qə̹ʊ̯]            | Vladikavkaz            | |
| Persa                 | Persa                 | قورباغه/quurbaghe        | [quːrbɒɣe]              | Sapo                   | |
| Quíchua               | Quíchua               | qallu                    | [qaʎu]                  | Língua                 | |
| Sahaptin              | Sahaptin              | qu                       | [qu]                    | Pesado                 | |
| Seediq                | Seediq                | Seediq                   | [ˈsəːdʑɪq]              | Seediq                 | |
| Seereer-Siin          | Seereer-Siin          | [ exemplo necessário ]   | —                       | —                      | |
| Shor                  | Shor                  | қам                      | [qɑm]                   | Xamã                   | |
| Somali                | Somali                | qaab                     | [qaːb]                  | Formato                | |
| St’át’imcets          | St’át’imcets          | teq                      | [təq]                   | Tocar                  | |
| Tajique               | Tajique               | қошуқ/qošuq              | [qɔʃuq]                 | Colher                 | |
| Tlingit               | Tlingit               | ghagw                    | [qɐ́kʷ]                  | Espinha de árvore      | Tlingit contrasta seis oclusivas uvulares diferentes.                                                                                 |
| Tsimshiano            | Tsimshiano            | gwildmḵa̱p'a              | [ɡʷildmqɑpʼa]           | Tabaco                 | |
| Turquemem             | Turquemem             | ak                       | [ɑ:q]                   | Branco                 | Contrasta com /k/ |
| Ubykh                 | Ubykh                 |                          | [qʰɜ]                   | Túmulo                 | Um dos dez fonemas de parada uvular distintos.                                                                                        |
| Uigur                 | Uigur                 | ئاق / aq                 | [ɑq]                    | Branco                 | |
| Usbeque               | Usbeque               | qo'l                     | [q̟oɫ]                   | Braço                  | Pré-uvular; às vezes realizado como um africado [q͡χ˖].                                                                                |
| Neoaramaico ocidental | Bakh'a                | [ exemplo necessário ]   |                         |                        | Pré-uvular, embora em Ma'loula seja um pouco mais frontal.                                                                            |
| Neoaramaico ocidental | Ma'loula              | [ exemplo necessário ]   |                         |                        | Pré-uvular, embora em Ma'loula seja um pouco mais frontal.                                                                            |
| Yup'ik                | Yup'ik                | meq                      | [məq]                   | Água fresca            | |
| Yukaghir              | Do norte              | маарх/maarq              | [maːrq]                 | Um                     | |
| Yukaghir              | Do sul                | атахл/ataql              | [ataql]                 | Dois                   | |
| !Xóõ                  | !Xóõ                  | !qhàà                    | [ǃ͡qʰɑ̀ː]                 | Água                   | |